# BNXT League
La BNXT League es una liga de baloncesto profesional binacional de Bélgica y los Países Bajos. La liga es el primer nivel tanto en el sistema holandés como en el belga, reemplazando a la Dutch Basketball League y la Pro Basketball League. La temporada inaugural es la 2021-22.

## Historia
El 10 de diciembre de 2020 se anunció que la PBL belga y la DBL neerlandesa se fusionarían para formar una nueva liga multinacional. Todos los equipos de la liga neerlandesa votaron a favor, mientras que 9 de los 10 de la liga belga también lo hicieron. Las conversaciones serias sobre la iniciativa habían estado en curso desde el otoño de 2019. El 20 de mayo de 2021 fueron anunciados la nueva denominación "BNXT League" y el logo de la liga.

## Fórmula de la competición
La liga constará de diferentes etapas con campeonatos nacionales y una BeNeLeague común.
|                                         |                                         | Equipos que participan en cada ronda |
| --------------------------------------- | --------------------------------------- | --- |
| Temporada regular nacional (22 equipos) | Temporada regular nacional (22 equipos) | - Los equipos de Bélgica juegan entre ellos una primera fase a doble vuelta. - Los equipos de Países Bajos juegan entre ellos una primera fase a doble vuelta.                     |
| Elite Gold (10 equipos)                 | Elite Gold (10 equipos)                 | - Los 5 equipos neerlandeses mejor clasificados - Los 5 equipos belgas mejor clasificados                                                                                          |
| Elite Silver (10 equipos)               | Elite Silver (10 equipos)               | - Los 5 equipos neerlandeses peor clasificados - Los 5 equipos belgas peor clasificados                                                                                            |
| Playoffs nacionales (6 equipos)         | Playoffs nacionales (6 equipos)         | - Los dos equipos Gold mejor clasificados pasan directamente a semifinales - Los otros tres juegan los cuartos de final - El mejor equipo Silver avanza también a cuartos de final |
| play-offs BeNeLeague (16–24 equipos)    |                                         | |

## Equipos
Los siguientes equipos disputan la temporada 2024-25:
Note: Lista de equipos en orden alfabético.
| Equipo              | Ciudad           | Pabellón                           | Capacidad    |
| Países Bajos        | Países Bajos     | Países Bajos                       | Países Bajos |
| ------------------- | ---------------- | ---------------------------------- | ------------ |
| BAL                 | Weert            | Sporthal Boshoven                  | 1000         |
| Den Helder Suns     | Den Helder       | Sporthal Quelderduijn              | 1250         |
| Donar               | Groningen        | MartiniPlaza                       | 4350         |
| Feyenoord           | Rotterdam        | Topsportcentrum Rotterdam          | 2500         |
| Heroes Den Bosch    | 's-Hertogenbosch | Maaspoort                          | 2800         |
| Landstede Hammers   | Zwolle           | Landstede Sportcentrum             | 1200         |
| LWD Basket          | Leeuwarden       | Kalverdijkje                       | 1700         |
| QSTA United         | Bemmel           | De Kooi                            | 650          |
| ZZ Leiden           | Leiden           | Vijf Meihal                        | 2000         |
| Bélgica             |                  |                                    |              |
| Antwerp Giants      | Antwerp          | Lotto Arena                        | 5218         |
| Brussels Basketball | Brussels         | Sports Complex Neder-Over-Heembeek | 1200         |
| Kangoeroes Mechelen | Mechelen         | Winketkaai                         | 1500         |
| Kortrijk Spurs      | Kortrijk         | Sportcampus Lange Munte            | 2400         |
| Leuven Bears        | Leuven           | Sportoase                          | 3400         |
| Limburg United      | Hasselt          | Alverberg Sporthal                 | 1730         |
| Mons-Hainaut        | Mons             | Mons Arena                         | 4000         |
| Okapi Aalst         | Aalst            | Okapi Forum                        | 2800         |
| Oostende            | Ostend           | Coretec Dôme                       | 5000         |
| Spirou              | Charleroi        | Spiroudome                         | 6200         |

## Palmarés
Las finales se jugaron en formato de dos partidos en 2022, después de esa temporada el formato se cambió a una serie de playoffs al mejor de tres.
| Season  | Campeón       | Marcador               | Finalista | MVP de las Finales |
| ------- | ------------- | ---------------------- | --------- | ------------------ |
| 2021–22 | ZZ Leiden     | 146–142 (75–72, 71–70) | Donar     | Worthy de Jong     |
| 2022–23 | ZZ Leiden (2) | 2–1                    | Oostende  | David Collins      |
| 2023–24 | Oostende      | 2–0                    | ZZ Leiden | Damien Jefferson   |